# تابستون کوتاهه
«تابستون کوتاهه» ترانه‌ای از زدبازی، گروه موسیقی رپ فارسی است. این ترانه که تابستان سال ۱۳۸۶ به صورت تک‌آهنگ منتشر شد روایتی‌ست نوستالژیک از بازگشت‌های کوتاهِ تابستانهٔ اعضای خارج‌نشینِ گروه به ایران و دورهم جمع‌شدنِ دوستان قدیمی. «تابستون کوتاهه» شناخته‌شده‌ترین آهنگ زدبازی و از مهم‌ترین ترانه‌های رپ فارسی به‌شمار می‌رود.
تم اصلی آهنگ را علیرضا جزایری (جِی‌جِی) ساخت و سپس با سیاوش جلالی (سیجل) و نسیم پاریزه (نسیم) روی ترانه کار کردند و بعدتر مهراد مستوفی راد (هیدن) و سامان رضاپور (ویلسون) نیز بخش‌هایی از ترانه‌خوانی را برعهده گرفتند. تنها عضو غایب گروه در این ترانه سهراب اِم‌جِی است. این ترانه پس از این که زدبازی آن را روی چند سی دی رایت کرد و در چند پارتی پخش کرد به موفقیت رسید.